# Каюковская протока
Каюковская протока — протока в России, на севере Западной Сибири, являющаяся частью водотока реки Ватинский Ёган в её нижнем течении. Каюковская протока вытекает из протоки Лангепас на 48 км от её устья и впадает в неё же в 33 км от устья Лангепаса. Длина протоки 13 км, уровень у истока 30 м.
На правом берегу Каюковской протоки стоит город Лангепас. Некоторые местные жители путают Каюковскую с Лангепасом.
На островах между Каюковской и Лангепасом находятся дачные садовые участки горожан и кусты Чумпасского нефтяного месторождения.